# 1. Fußball- und Sportverein Mainz 05 2020-2021
Questa voce raccoglie le informazioni riguardanti il 1. Fußball- und Sportverein Mainz 05 nelle competizioni ufficiali della stagione 2020-2021.

## Stagione
Nella stagione 2020-2021 il Magonza, allenato da Achim Beierlorzer, Jan-Moritz Lichte, Jan Siewert e Bo Svensson, concluse il campionato di Bundesliga al 12º posto. In Coppa di Germania il Magonza fu eliminato al secondo turno dal Bochum.

## Rosa
| N. |                        | Ruolo | Calciatore          |
| -- | ---------------------- | ----- | ------------------- |
| 4  | Paesi Bassi (bandiera) | D     | Jerry St. Juste     |
| 5  | Paesi Bassi (bandiera) | C     | Jean-Paul Boëtius   |
| 6  | Germania (bandiera)    | C     | Danny Latza         |
| 7  | Svezia (bandiera)      | A     | Robin Quaison       |
| 8  | Germania (bandiera)    | C     | Levin Öztunalı      |
| 9  | Germania (bandiera)    | A     | Robert Glatzel      |
| 14 | Camerun (bandiera)     | C     | Pierre Kunde        |
| 15 | Germania (bandiera)    | D     | Luca Kilian         |
| 16 | Germania (bandiera)    | D     | Stefan Bell         |
| 17 | Austria (bandiera)     | C     | Kevin Stöger        |
| 18 | Germania (bandiera)    | D     | Daniel Brosinski    |
| 19 | Francia (bandiera)     | D     | Moussa Niakhaté     |
| 20 | Svizzera (bandiera)    | C     | Edimilson Fernandes |
| 21 | Austria (bandiera)     | A     | Karim Onisiwo       |
| 22 | Germania (bandiera)    | D     | Danny da Costa      |

| N. |                        | Ruolo | Calciatore        |
| -- | ---------------------- | ----- | ----------------- |
| 23 | Austria (bandiera)     | D     | Phillipp Mwene    |
| 24 | Germania (bandiera)    | C     | Merveille Papela  |
| 25 | Germania (bandiera)    | C     | Niklas Tauer      |
| 26 | Germania (bandiera)    | A     | Paul Nebel        |
| 27 | Germania (bandiera)    | P     | Robin Zentner     |
| 28 | Ungheria (bandiera)    | A     | Ádám Szalai       |
| 29 | Germania (bandiera)    | A     | Jonathan Burkardt |
| 31 | Germania (bandiera)    | C     | Dominik Kohr      |
| 33 | Israele (bandiera)     | P     | Omer Hanin        |
| 35 | Lussemburgo (bandiera) | C     | Leandro Barreiro  |
| 36 | Austria (bandiera)     | A     | Marlon Mustapha   |
| 37 | Germania (bandiera)    | P     | Finn Dahmen       |
| 41 | Germania (bandiera)    | P     | Marius Liesegang  |
| 42 | Germania (bandiera)    | D     | Alexander Hack    |

## Organigramma societario
Area tecnica
- Preparatori atletici:
- Allenatore in seconda: Patrick Kaniuth, Babak Keyhanfar
- Preparatore dei portieri: Stephan Kuhnert
- Analisi video: Vincent Lorenz, Tijan Njie, Maximilian Rose, Bernd Legien
- Allenatore: Bo Svensson

## Calciomercato

### Sessione estiva
| Acquisti | Acquisti         | Acquisti       | Acquisti |
| R.       | Nome             | da             | Modalità |
| -------- | ---------------- | -------------- | -------- |
| D        | Luca Kilian      | Paderborn      |          |
| C        | Alexandru Maxim  | Gaziantep      |          |
| A        | Issah Abass      | Utrecht        |          |
| C        | Gerrit Holtmann  | Paderborn      |          |
| D        | Dimitri Lavalée  | Standard Liegi |          |
| P        | Marius Liesegang | Magonza II     |          |
| A        | Marlon Mustapha  | Magonza U19    |          |
| A        | Paul Nebel       | Magonza U19    |          |
| A        | Aaron Seydel     | Jahn Ratisbona |          |
| C        | Niklas Tauer     | Magonza U19    |          |

| Cessioni | Cessioni              | Cessioni      | Cessioni |
| R.       | Nome                  | a             | Modalità |
| -------- | --------------------- | ------------- | -------- |
| C        | Ridle Baku            | Wolfsburg     |          |
| P        | Florian Müller        | Friburgo      |          |
| C        | Gerrit Holtmann       | Bochum        |          |
| C        | Alexandru Maxim       | Gaziantep     |          |
| D        | Jonathan Meier        | Dinamo Dresda |          |
| A        | Aaron Seydel          | Darmstadt     |          |
| D        | Ronaël Pierre-Gabriel | Brest         |          |
| A        | Taiwo Awoniyi         | Liverpool U23 |          |
| D        | Jeffrey Bruma         | Wolfsburg     |          |
| C        | Erkan Eyibil          | Magonza II    |          |
| D        | Niklas Kölle          | Hoffenheim II |          |

### Sessione invernale
| Acquisti | Acquisti       | Acquisti              | Acquisti |
| R.       | Nome           | da                    | Modalità |
| -------- | -------------- | --------------------- | -------- |
| A        | Robert Glatzel | Cardiff City          |          |
| D        | Danny da Costa | Eintracht Francoforte |          |
| C        | Dominik Kohr   | Eintracht Francoforte |          |

| Cessioni | Cessioni             | Cessioni               | Cessioni |
| R.       | Nome                 | a                      | Modalità |
| -------- | -------------------- | ---------------------- | -------- |
| A        | Ji Dong-won          | Eintracht Braunschweig |          |
| A        | Jean-Philippe Mateta | Crystal Palace         |          |
| D        | Dimitri Lavalée      | Sint-Truiden           |          |
| D        | Aarón Martín         | Celta Vigo             |          |
| A        | Issah Abass          | Twente                 |          |

## Risultati

### Bundesliga

#### Girone di andata
| Arbitro: | Gräfe |

|                                             |           |            |
| Forsberg 17’ (rig.) Poulsen 21’ Haïdara 51’ | Marcatori | 48’ Mateta |

| Arbitro: | Schlager |

|             |           |                                                   |
| Quaison 13’ | Marcatori | 45’ Mvumpa 61’ Didavi 80’ Klimowicz 86’ Kalajdžić |

| Arbitro: | Stegemann |

|                                                       |           |  |
| Kruse 13’ Ingvartsen 49’ Friedrich 63’ Pohjanpalo 64’ | Marcatori |  |

| Arbitro: | Dankert |

|  |           |            |
|  | Marcatori | 30’ Alario |

| Arbitro: | Willenborg |

|                 |           |                                          |
| Mateta 23’, 36’ | Marcatori | 15’ Stindl 76’ (rig.) Hofmann 83’ Ginter |

| Arbitro: | Fritz |

|                          |           |             |
| Vargas 40’ Hahn 80’, 90’ | Marcatori | 64’ Onisiwo |

| Arbitro: | Ittrich |

|                                       |           |                          |
| Brosinski 6’ (rig.) Mateta 45’ (rig.) | Marcatori | 36’ Uth 82’ (aut.) Juste |

| Arbitro: | Petersen |

|              |           |                     |
| Petersen 63’ | Marcatori | 2’, 34’, 40’ Mateta |

| Arbitro: | Stegemann |

|             |           |           |
| Quaison 33’ | Marcatori | 62’ Bebou |

| Arbitro: | Fritz |

|                     |           |            |
| Prietl 21’ Dōan 31’ | Marcatori | 82’ Stöger |

| Arbitro: | Zwayer |

|  |           |               |
|  | Marcatori | 55’ Rexhbeçaj |

| Berlino 15 dicembre 2020, ore 20:30 CET 12ª giornata | Hertha Berlino | 0 – 0 referto | Magonza | Stadio Olimpico (0 spett.)\| Arbitro: \| Jöllenbeck \| |
| Arbitro:                                             | Jöllenbeck     |               |         |                                                        |

| Arbitro: | Winkmann |

|  |           |            |
|  | Marcatori | 90’ Dinkçi |

| Arbitro: | Schmidt |

|                                                           |           |                       |
| Kimmich 50’ Sané 55’ Süle 70’ Lewandowski 76’ (rig.), 83’ | Marcatori | 32’ Burkardt 44’ Hack |

| Arbitro: | Dankert |

|  |           |                              |
|  | Marcatori | 24’ (rig.), 72’ (rig.) Silva |

| Arbitro: | Jablonski |

|             |           |              |
| Meunier 73’ | Marcatori | 57’ Öztunalı |

| Arbitro: | Storks |

|  |           |                         |
|  | Marcatori | 65’ Białek 79’ Weghorst |

#### Girone di ritorno
| Arbitro: | Dingert |

|                                |           |                           |
| Niakhaté 24’, 35’ Barreiro 50’ | Marcatori | 15’ Adams 30’ Halstenberg |

| Arbitro: | Willenborg |

|                          |           |  |
| Kalajdžić 55’ Mvumpa 72’ | Marcatori |  |

| Arbitro: | Stegemann |

|                     |           |  |
| Niakhaté 22’ (rig.) | Marcatori |  |

| Arbitro: | Winkmann |

|                       |           |                        |
| Alario 14’ Schick 84’ | Marcatori | 89’ Glatzel 90’ Stöger |

| Arbitro: | Schmidt |

|            |           |                        |
| Stindl 26’ | Marcatori | 10’ Onisiwo 86’ Stöger |

| Arbitro: | Schlager |

|  |           |          |
|  | Marcatori | 25’ Hahn |

| Gelsenkirchen 5 marzo 2021, ore 20:30 CET 24ª giornata | Schalke 04 | 0 – 0 referto | Magonza | Veltins-Arena (0 spett.)\| Arbitro: \| Brych \| |
| Arbitro:                                               | Brych      |               |         |                                                 |

| Arbitro: | Cortus |

|             |           |  |
| Quaison 84’ | Marcatori |  |

| Arbitro: | Fritz |

|           |           |                     |
| Bebou 39’ | Marcatori | 1’ Glatzel 41’ Kohr |

| Arbitro: | Aytekin |

|                      |           |                |
| Brosinski 56’ (rig.) | Marcatori | 76’ Voglsammer |

| Arbitro: | Brych |

|                            |           |                                      |
| Duda 43’ (rig.) Skhiri 61’ | Marcatori | 11’ Boëtius 65’ Onisiwo 90’ Barreiro |

| Arbitro: | Stegemann |

|           |           |             |
| Mwene 40’ | Marcatori | 36’ Tousart |

| Arbitro: | Fritz |

|  |           |            |
|  | Marcatori | 16’ Szalai |

| Arbitro: | Osmers |

|                         |           |                 |
| Burkardt 3’ Quaison 37’ | Marcatori | 90’ Lewandowski |

| Arbitro: | Brych |

|             |           |             |
| Hrustić 86’ | Marcatori | 11’ Onisiwo |

| Arbitro: | Osmers |

|                    |           |                                   |
| Quaison 90’ (rig.) | Marcatori | 23’ Guerreiro 42’ Reus 80’ Brandt |

| Arbitro: | Dankert |

|                        |           |                                  |
| Philipp 47’ Victor 66’ | Marcatori | 44’ Boëtius 54’ Quaison 77’ Bell |

### Coppa di Germania
| Arbitro: | Aarnink |

|           |           |                                             |
| Plume 17’ | Marcatori | 57’, 79’, 90’ Mateta 77’ Szalai 86’ Quaison |

| Arbitro: | Petersen |

|                      |                      |                                    |
| Boëtius 7’ Latza 55’ | Marcatori            | 66’ Holtmann 90’ Tesche            |
| Szalai Stöger Mateta | Tiri di rigore 0 – 3 | Pantović Mašović Ganvoula M'Boussy |

## Statistiche

### Statistiche di squadra
| Competizione      | Punti | In casa | In casa | In casa | In casa | In casa | In casa | In trasferta | In trasferta | In trasferta | In trasferta | In trasferta | In trasferta | Totale | Totale | Totale | Totale | Totale | Totale | DR  |
| Competizione      | Punti | G       | V       | N       | P       | Gf      | Gs      | G            | V            | N            | P            | Gf           | Gs           | G      | V      | N      | P      | Gf     | Gs     | DR  |
| ----------------- | ----- | ------- | ------- | ------- | ------- | ------- | ------- | ------------ | ------------ | ------------ | ------------ | ------------ | ------------ | ------ | ------ | ------ | ------ | ------ | ------ | --- |
| Bundesliga        | 39    | 17      | 4       | 4       | 9       | 16      | 26      | 17           | 6            | 5            | 6            | 23           | 30           | 34     | 10     | 9      | 15     | 39     | 56     | -17 |
| Coppa di Germania | -     | 1       | 0       | 1       | 0       | 2       | 2       | 1            | 1            | 0            | 0            | 5            | 1            | 2      | 1      | 1      | 0      | 7      | 3      | +4  |
| Totale            | 39    | 18      | 4       | 5       | 9       | 18      | 28      | 18           | 7            | 5            | 6            | 28           | 31           | 36     | 11     | 10     | 15     | 46     | 59     | -13 |

### Andamento in campionato
| Giornata  | 1  | 2  | 3  | 4  | 5  | 6  | 7  | 8  | 9  | 10 | 11 | 12 | 13 | 14 | 15 | 16 | 17 | 18 | 19 | 20 | 21 | 22 | 23 | 24 | 25 | 26 | 27 | 28 | 29 | 30 | 31 | 32 | 33 | 34 |
| --------- | -- | -- | -- | -- | -- | -- | -- | -- | -- | -- | -- | -- | -- | -- | -- | -- | -- | -- | -- | -- | -- | -- | -- | -- | -- | -- | -- | -- | -- | -- | -- | -- | -- | -- |
| Luogo     | T  | C  | T  | C  | C  | T  | C  | T  | C  | T  | C  | T  | C  | T  | C  | T  | C  | C  | T  | C  | T  | T  | C  | T  | C  | T  | C  | T  | C  | T  | C  | T  | C  | T  |
| Risultato | P  | P  | P  | P  | P  | P  | N  | V  | N  | P  | P  | N  | P  | P  | P  | N  | P  | V  | P  | V  | N  | V  | P  | N  | V  | V  | N  | V  | N  | V  | V  | N  | P  | V  |
| Posizione | 14 | 17 | 17 | 18 | 18 | 18 | 18 | 15 | 16 | 17 | 17 | 17 | 17 | 17 | 18 | 17 | 17 | 17 | 17 | 17 | 17 | 17 | 17 | 17 | 17 | 15 | 15 | 14 | 14 | 13 | 12 | 12 | 13 | 12 |

Legenda:

Luogo: C = Casa; T = Trasferta. Risultato: V = Vittoria; N = Pareggio; P = Sconfitta.

### Statistiche dei giocatori
| Giocatore    | Bundesliga | Bundesliga | Bundesliga  | Bundesliga | Coppa di Germania | Coppa di Germania | Coppa di Germania | Coppa di Germania | Totale   | Totale | Totale      | Totale     |
| Giocatore    | Presenze   | Reti       | Ammonizioni | Espulsioni | Presenze          | Reti              | Ammonizioni       | Espulsioni        | Presenze | Reti   | Ammonizioni | Espulsioni |
| ------------ | ---------- | ---------- | ----------- | ---------- | ----------------- | ----------------- | ----------------- | ----------------- | -------- | ------ | ----------- | ---------- |
| I. Abass     | 2          | 0          | 0           | 0          | 1                 | 0                 | 0                 | 0                 | 3        | 0      | 0           | 0          |
| R. Baku      | 2          | 0          | 0           | 0          | 1                 | 0                 | 0                 | 0                 | 3        | 0      | 0           | 0          |
| L. Barreiro  | 29         | 2          | 5           | 0          | 2                 | 0                 | 0                 | 0                 | 31       | 2      | 5           | 0          |
| S. Bell      | 16         | 1          | 6           | 0          | 0                 | 0                 | 0                 | 0                 | 16       | 1      | 6           | 0          |
| J. Boëtius   | 31         | 2          | 5           | 0          | 2                 | 1                 | 0                 | 0                 | 33       | 3      | 5           | 0          |
| D. Brosinski | 21         | 2          | 0           | 0          | 1                 | 0                 | 0                 | 0                 | 22       | 2      | 0           | 0          |
| J. Burkardt  | 29         | 2          | 0           | 0          | 2                 | 0                 | 0                 | 0                 | 31       | 2      | 0           | 0          |
| D. Costa     | 16         | 0          | 2           | 0          | 0                 | 0                 | 0                 | 0                 | 16       | 0      | 2           | 0          |
| F. Dahmen    | 3          | 0          | 0           | 0          | 0                 | 0                 | 0                 | 0                 | 3        | 0      | 0           | 0          |
| E. Fernandes | 14         | 0          | 1           | 0          | 1                 | 0                 | 0                 | 0                 | 15       | 0      | 1           | 0          |
| R. Glatzel   | 13         | 2          | 0           | 0          | 0                 | 0                 | 0                 | 0                 | 13       | 2      | 0           | 0          |
| A. Hack      | 21         | 1          | 2           | 0          | 1                 | 0                 | 0                 | 0                 | 22       | 1      | 2           | 0          |
| O. Hanin     | 0          | 0          | 0           | 0          | 0                 | 0                 | 0                 | 0                 | 0        | 0      | 0           | 0          |
| D. Ji        | 6          | 0          | 1           | 0          | 1                 | 0                 | 1                 | 0                 | 7        | 0      | 2           | 0          |
| J. Juste     | 32         | 0          | 4           | 0          | 2                 | 0                 | 0                 | 0                 | 34       | 0      | 4           | 0          |
| L. Kilian    | 6          | 0          | 1           | 0          | 1                 | 0                 | 0                 | 0                 | 7        | 0      | 1           | 0          |
| D. Kohr      | 17         | 1          | 3           | 0          | 0                 | 0                 | 0                 | 0                 | 17       | 1      | 3           | 0          |
| P. Kunde     | 11         | 0          | 1           | 0          | 0                 | 0                 | 0                 | 0                 | 11       | 0      | 1           | 0          |
| D. Latza     | 29         | 0          | 8           | 0          | 2                 | 1                 | 0                 | 0                 | 31       | 1      | 8           | 0          |
| D. Lavalée   | 0          | 0          | 0           | 0          | 0                 | 0                 | 0                 | 0                 | 0        | 0      | 0           | 0          |
| M. Liesegang | 0          | 0          | 0           | 0          | 0                 | 0                 | 0                 | 0                 | 0        | 0      | 0           | 0          |
| A. Martín    | 5          | 0          | 0           | 0          | 0                 | 0                 | 0                 | 0                 | 5        | 0      | 0           | 0          |
| J. Mateta    | 15         | 7          | 2           | 0          | 2                 | 3                 | 1                 | 0                 | 17       | 10     | 3           | 0          |
| M. Mustapha  | 0          | 0          | 0           | 0          | 0                 | 0                 | 0                 | 0                 | 0        | 0      | 0           | 0          |
| P. Mwene     | 20         | 1          | 3           | 0          | 0                 | 0                 | 0                 | 0                 | 20       | 1      | 3           | 0          |
| F. Müller    | 0          | 0          | 0           | 0          | 0                 | 0                 | 0                 | 0                 | 0        | 0      | 0           | 0          |
| P. Nebel     | 4          | 0          | 0           | 0          | 1                 | 0                 | 0                 | 0                 | 5        | 0      | 0           | 0          |
| M. Niakhaté  | 32         | 3          | 8           | 1          | 2                 | 0                 | 0                 | 0                 | 34       | 3      | 8           | 1          |
| K. Onisiwo   | 31         | 4          | 2           | 0          | 1                 | 0                 | 0                 | 0                 | 32       | 4      | 2           | 0          |
| M. Papela    | 1          | 0          | 0           | 0          | 0                 | 0                 | 0                 | 0                 | 1        | 0      | 0           | 0          |
| R. Quaison   | 28         | 6          | 1           | 0          | 2                 | 1                 | 0                 | 0                 | 30       | 7      | 1           | 0          |
| K. Stöger    | 19         | 3          | 3           | 0          | 1                 | 0                 | 0                 | 0                 | 20       | 3      | 3           | 0          |
| Á. Szalai    | 18         | 1          | 1           | 0          | 2                 | 1                 | 0                 | 0                 | 20       | 2      | 1           | 0          |
| N. Tauer     | 5          | 0          | 0           | 0          | 1                 | 0                 | 0                 | 0                 | 6        | 0      | 0           | 0          |
| R. Zentner   | 31         | 0          | 2           | 0          | 2                 | 0                 | 0                 | 0                 | 33       | 0      | 2           | 0          |
| L. Öztunalı  | 17         | 1          | 0           | 0          | 1                 | 0                 | 0                 | 0                 | 18       | 1      | 0           | 0          |